# يلينا ماكاروفا
يلينا ماكاروفا (بالروسية: Макарова, Елена Алексеевна) مواليد 1 فبراير 1973، هي لاعبة كرة مضرب روسية سابقة بدأت مسيرتها كمحترفة سنة 1991، اعتزلت اللعب في 1999. أعلى تصنيف لها في الفردي كان المركز الـ 53 في سنة 1996. سبق أن شاركت في دورة الألعاب الأولمبية الصيفية.

## روابط خارجية
- يلينا ماكاروفا على موقع رابطة محترفات التنس (الإنجليزية)
- يلينا ماكاروفا على موقع الاتحاد الدولي لكرة المضرب (الإنجليزية)
- يلينا ماكاروفا على موقع كأس بيلي جين كينغ (الإنجليزية)
- يلينا ماكاروفا على موقع خلاصة التنس.كوم (الإنجليزية)
- يلينا ماكاروفا على موقع أوليمبيديا (الإنجليزية)